# Гусєв Дмитро Миколайович
Дмитро́ Микола́йович Гу́сєв (26 жовтня 1894, село Карсун Карсунського повіту Симбірської губернії, тепер Карсунського району Ульяновської області, Російська Федерація — 25 серпня 1957, місто Москва, Російська Федерація) — радянський військовий діяч, генерал-полковник (18.06.1944). Герой Радянського Союзу (6.04.1945). Депутат Верховної Ради СРСР 2-го скликання.

## Життєпис
Народився в родині адвоката. Закінчив вище початкове училище, служив чиновником-канцеляристом в одному з місцевих повітових присутніх місць.
З 1916 року служив у російській імператорській армії, брав участь у Першій світовій війні. У 1917 році закінчив Оренбурзьку школу прапорщиків, був молодшим офіцером роти.
У Червоній армії з 1918 року. Під час громадянської війни в Росії служив помічником командира стрілецької роти, помічником командира стрілецького полку, командиром батальйону, ад'ютантом полку, воював на Східному фронті. З червня 1922 року служив у 33-й стрілецькій дивізії: начальник штабу 97-го стрілецького полку, завідувач розвідки дивізії, начальник оперативної частини штабу дивізії, начальник штабу дивізії.
У 1926 році закінчив стрілецько-тактичні курси удосконалення комскладу РСЧА «Постріл» імені Комінтерну.
З жовтня 1930 року — командир 87-го стрілецького полку 29-ї стрілецької дивізії Білоруського військового округу.
Член ВКП(б) з 1932 року.
З березня 1936 року — помічник командира 5-ї стрілецької дивізії Білоруського військового округу.
З березня 1937 року був тво. командира 48-ї стрілецької дивізії, з червня 1937 по жовтень 1938 року — тво. командира 5-ї стрілецької дивізії. У жовтні — грудні 1938 року — помічник командира 5-ї стрілецької дивізії.
З грудня 1938 року — викладач кафедри загальної тактики Військової академії РСЧА імені Фрунзе. Учасник радянсько-фінської війни.
З липня 1940 року — заступник начальника штабу Прибалтійського Особливого військового округу. У червні 1941 року призначений виконувачем обов'язків начальника штабу Прибалтійського Особливого військового округу.
З 4 серпня 1941 року — начальник штабу 48-ї армії Західного фронту.
У вересні — жовтні 1941 року — заступник начальника штабу Ленінградського фронту.
З 10 вересня 1941 до 28 квітня 1944 року — начальник штабу Ленінградського фронту.
28 квітня 1944 — 1945 року — командувач 21-ї армії Ленінградського, 3-го Білоруського та 1-го Українського фронтів.
За вміле командування армією та виявлені при цьому мужність та героїзм Указом Президії Верховної Ради СРСР від 6 квітня 1945 року генерал-полковнику Гусєву Дмитру Миколайовичу присвоєно звання Героя Радянського Союзу з врученням ордена Леніна та медалі «Золота Зірка» (№ 609).
З літа 1945 до квітня 1946 року — командувач 4-ї гвардійської армії.
У квітні 1946 — 1949 року — командувач військ Ленінградського військового округу.
У 1950 році закінчив Вищі академічні курси при Військовій академії Генерального штабу.
У квітні 1950 — травні 1951 року — командувач військ Східно-Сибірського військового округу.
У травні 1951 — травні 1953 року — командувач військ Забайкальського військового округу.
З травня 1953 року перебував у розпорядженні міністра оборони СРСР через хворобу.
З вересня 1955 року — у відставці за станом здоров'я. 
Помер 25 серпня 1957 року. Похований на Новодівочому цвинтарі в Москві.

## Військові звання
- Полковник (29.01.1936)
- Комбриг (17.02.1938)
- Генерал-майор (4.06.1940)
- Генерал-лейтенант (3.05.1942)
- Генерал-полковник (18.06.1944)

## Нагороди
- Герой Радянського Союзу (6.04.1945)
- чотири ордени Леніна(22.06.1944; 21.02.1945; 6.04.1945; 17.12.1954)
- три ордени Червоного Прапора (10.02.1943; 3.11.1944; 20.06.1949)
- Орден Суворова І ступеня (21.02.1944)
- Орден Кутузова І ступеня (19.05.1943)
- Орден Червоної Зірки (16.08.1936)
- Хрест Грюнвальда II ступеня (ПНР) (27.01.1946)
- Медаль «За Одру, Нісу та Балтику» (ПНР)
- Медаль «За оборону Ленінграда»
- Медаль «За визволення Праги»
- Медаль «За перемогу над Німеччиною у Великій Вітчизняній війні 1941—1945 рр.»
- Ювілейна медаль «XX років Робітничо-Селянської Червоної Армії»
- Ювілейна медаль «30 років Радянської Армії та Флоту»
- Медаль «У пам'ять 250-річчя Ленінграда»